# Fraunberg
Fraunberg – gmina w Niemczech, w kraju związkowym Bawaria, w rejencji Górna Bawaria, w regionie Monachium, w powiecie Erding. Leży około 10 km na północny wschód od Erdinga, nad rzeką Strogen.

## Podział administracyjny
W skład gminy wchodzą trzy miejscowości: Fraunberg, Maria Thalheim, Reichenkirchen.

## Demografia
| Rok  | Liczba mieszk. |
| ---- | -------------- |
| 1970 | 2198           |
| 1987 | 2587           |
| 2000 | 3087           |
| 2007 | 3336           |

### Struktura wiekowa
Dane o ludności z 31 grudnia 2008:
| Opis                                | Ogółem | Ogółem | Kobiety | Kobiety | Mężczyźni | Mężczyźni |
| ----------------------------------- | ------ | ------ | ------- | ------- | --------- | --------- |
| Jednostka                           | osób   | %      | osób    | %       | osób      | %         |
| Populacja                           | 3335   | 100    | 1652    | 49,54   | 1683      | 50,46     |
| Wiek przedprodukcyjny (0–17 lat)    | 652    | 19,55  | 324     | 9,72    | 328       | 9,84      |
| Wiek produkcyjny (18–65 lat)        | 2199   | 65,94  | 1076    | 32,26   | 1123      | 33,67     |
| Wiek poprodukcyjny (powyżej 65 lat) | 484    | 14,51  | 252     | 7,56    | 232       | 6,96      |

## Polityka
Wójtem gminy jest Johann Wiesmaier, rada gminy składa się z osób.
|      | SPD | Zieloni | WG Maria Thalheim | FW Reichenkirchen | ÜWG | Razem |
| 2008 | 1   | 1       | 6                 | 5                 | 3   | 16    |
| 2002 | 1   | 1       | 5                 | 6                 | 3   | 16    |

## Oświata
W gminie znajduje się przedszkole (121 miejsc) oraz szkoła podstawowa.